# Motor delantero

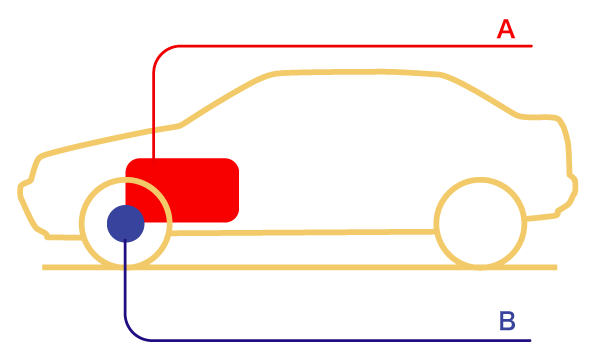
A: Motor
B: Tracción

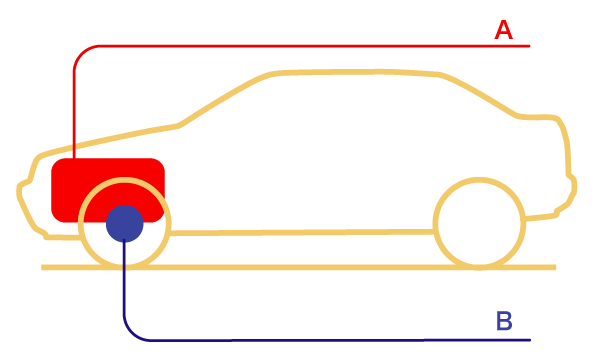
A: Motor
B: Tracción

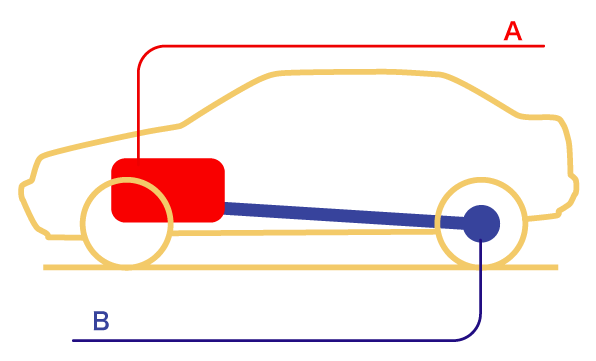
A: Motor
B: Tracción

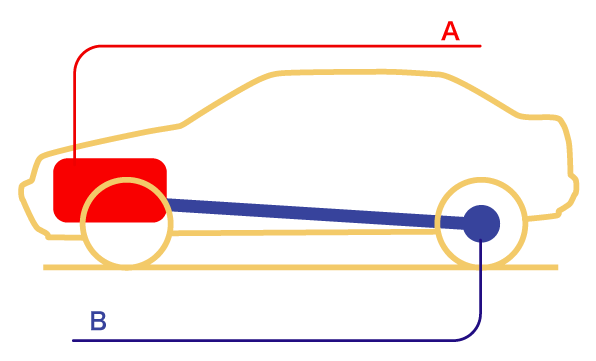
A: Motor
B: Tracción

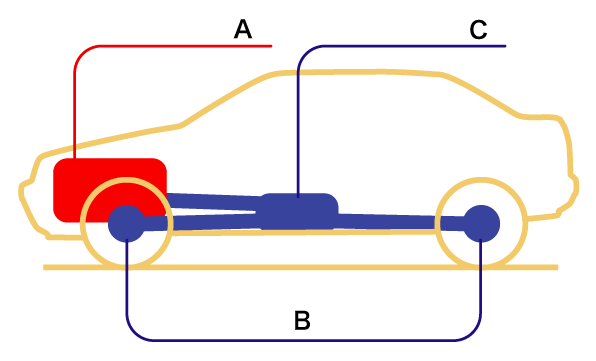
A: Motor
B: Tracción
C: Diferencial

Se dice que un automóvil dispone de motor delantero cuando el propulsor está montado en la parte delantera del vehículo, en el espacio comprendido entre el habitáculo y el parachoques frontal. La principal ventaja de esta solución, utilizada en la inmensa mayoría de los coches de carretera actuales, es concentrar el peso sobre el eje de las ruedas delanteras, mejorando la tracción (en el caso de la tracción delantera) en superficies de bajo agarre.
El motor en posición delantera se puede montar longitudinalmente (la solución más habitual hasta la década de 1960) o transversalmente. La caja de cambios a su vez puede ser longitudinal (colocada delante o detrás del motor) o transversal.

## Configuración
Esta disposición del motor se caracteriza por:
- Posición del centro de masas respecto al eje delantero: el motor puede ser:
  - Delantero: el centro de masas del motor se coloca entre el eje de las ruedas delanteras y el parachoques, de modo que le confiera características dinámicas simétricas a las de un motor trasero.
  - Delantero central: el centro de masas del motor se coloca entre el eje de las ruedas delanteras y el habitáculo, obteniéndose características dinámicas más similares a las de un motor central.
- Tracción: la tracción con este tipo de motor puede ser:
  - Tracción delantera
  - Tracción trasera
  - Tracción en las cuatro ruedas

## Ventajas e inconvenientes del motor delantero
Entre sus principales ventajas, se pueden citar:
- Es adecuado para alojar motores de gran longitud (de 8 o más cilindros).
- Permite alojar radiadores de gran superficie en la parte delantera del vehículo, donde reciben de forma directa y eficaz el flujo de aire generado por el avance del automóvil.
- El espacio disponible permite una correcta insonorización del motor.
- La gran distancia entre el motor y el escape posterior supone la reducción del sonido generado y facilita la instalación de catalizadores.
- En el caso de tracción trasera, se facilita y simplifica el diseño del sistema de dirección; se reducen las vibraciones al repartirse entre el motor delantero y el diferencial trasero; y se optimiza la eficiencia mecánica derivada de alinear el motor, la caja de cambios y el diferencial.

Entre sus principales inconvenientes, se tiene que:
- La posición del bloque del motor por delante del habitáculo (especialmente en caso de motores dispuestos longitudinalmente), hace que en caso de colisión frontal sea difícil que el morro del automóvil se comporte eficazmente para absorber el impacto, debido a la rigidez y al gran peso del bloque motor.
- Los vehículos con motor delantero tienden a ser subviradores. Para solucionar este problema, los antiguos bólidos de competición con motor delantero (como por ejemplo, el Bugatti Tipo 13 y sus coetáneos) disponían de un eje delantero situado por delante del motor, de forma que el vehículo se comportaba en la práctica como si tuviera motor central.
- Cuando el motor delantero está situado transversalmente, se complica considerablemente la mecánica del vehículo, que debe combinar en un mismo eje el motor, la caja de cambios, el diferencial, la suspensión y el sistema de dirección. Debe remarcarse que el desarrollo de los primeros modelos de gran serie con motor delantero y tracción delantera (como el Citroën Traction Avant de la década de 1930 con motor longitudinal, o el Mini de la década de 1960 con motor transversal), exigieron grandes innovaciones tecnológicas, que décadas después se han perfeccionado considerablemente.

## Motor delantero en la producción en serie

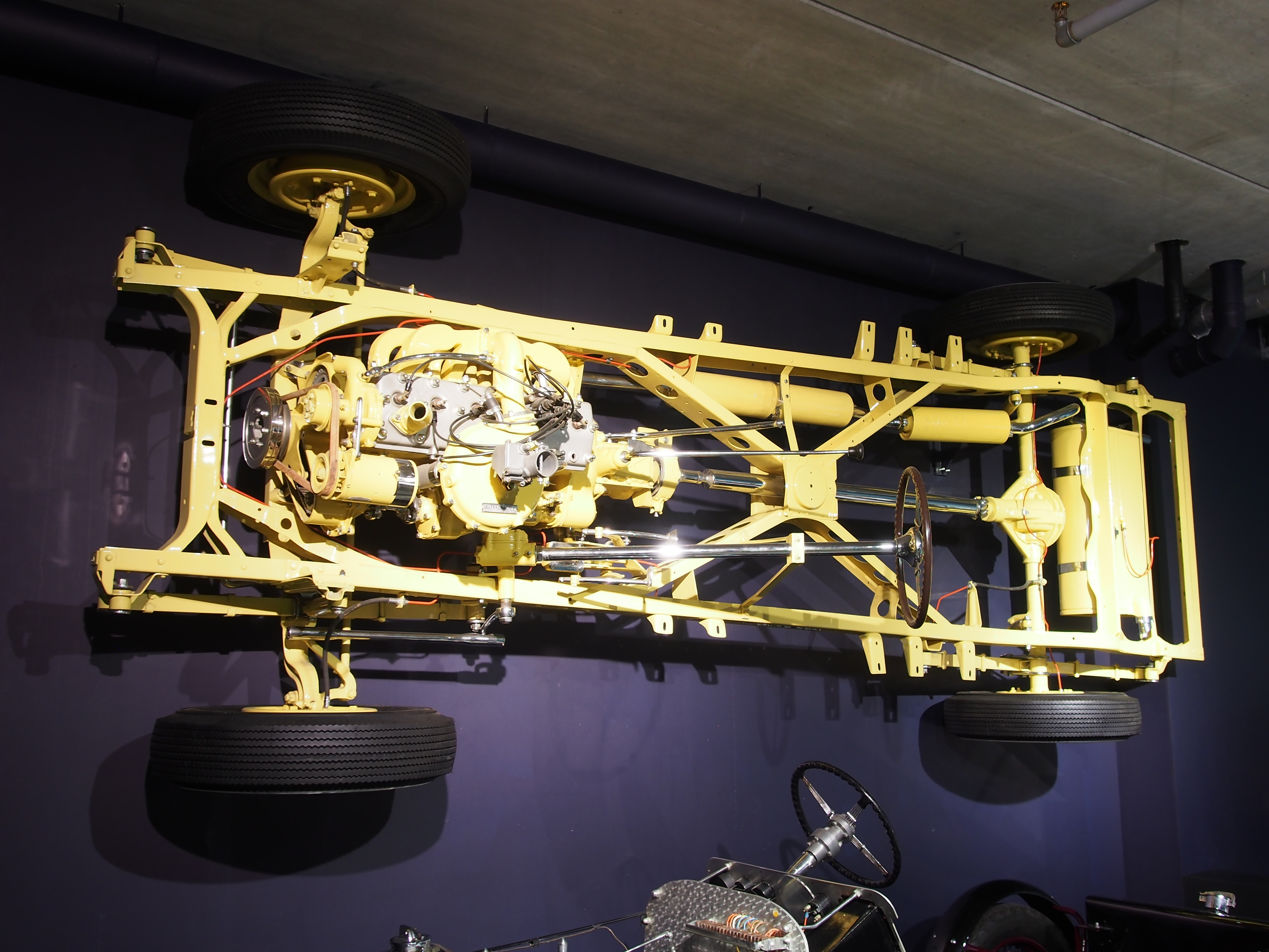
Chasis de un vehículo con motor longitudinal delantero, donde se aprecian la barra de transmisión y el diferencial en el eje trasero

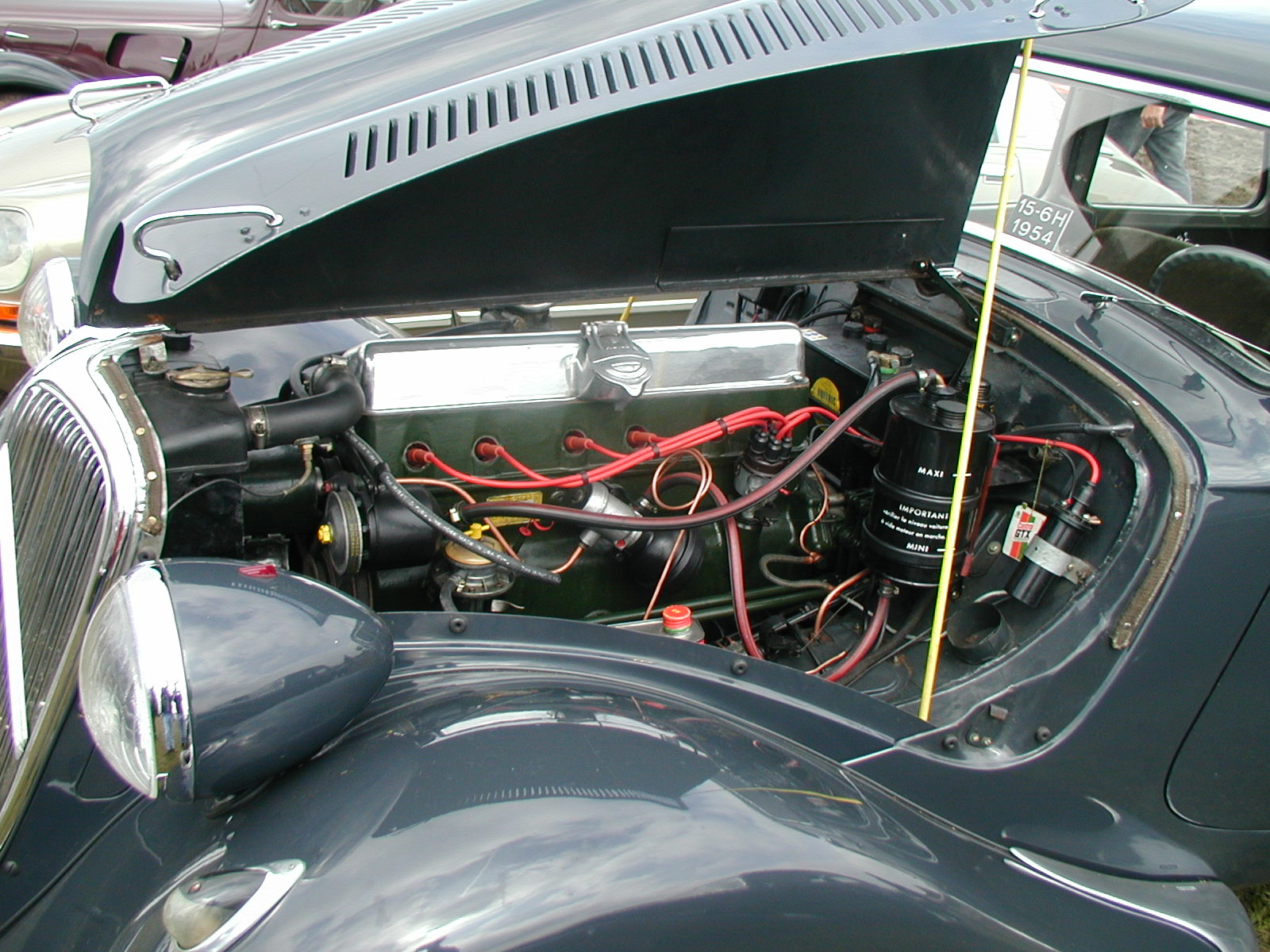
Motor de un Citroën Traction Avant, el primer modelo de serie con motor longitudinal delantero y tracción delantera (1934)

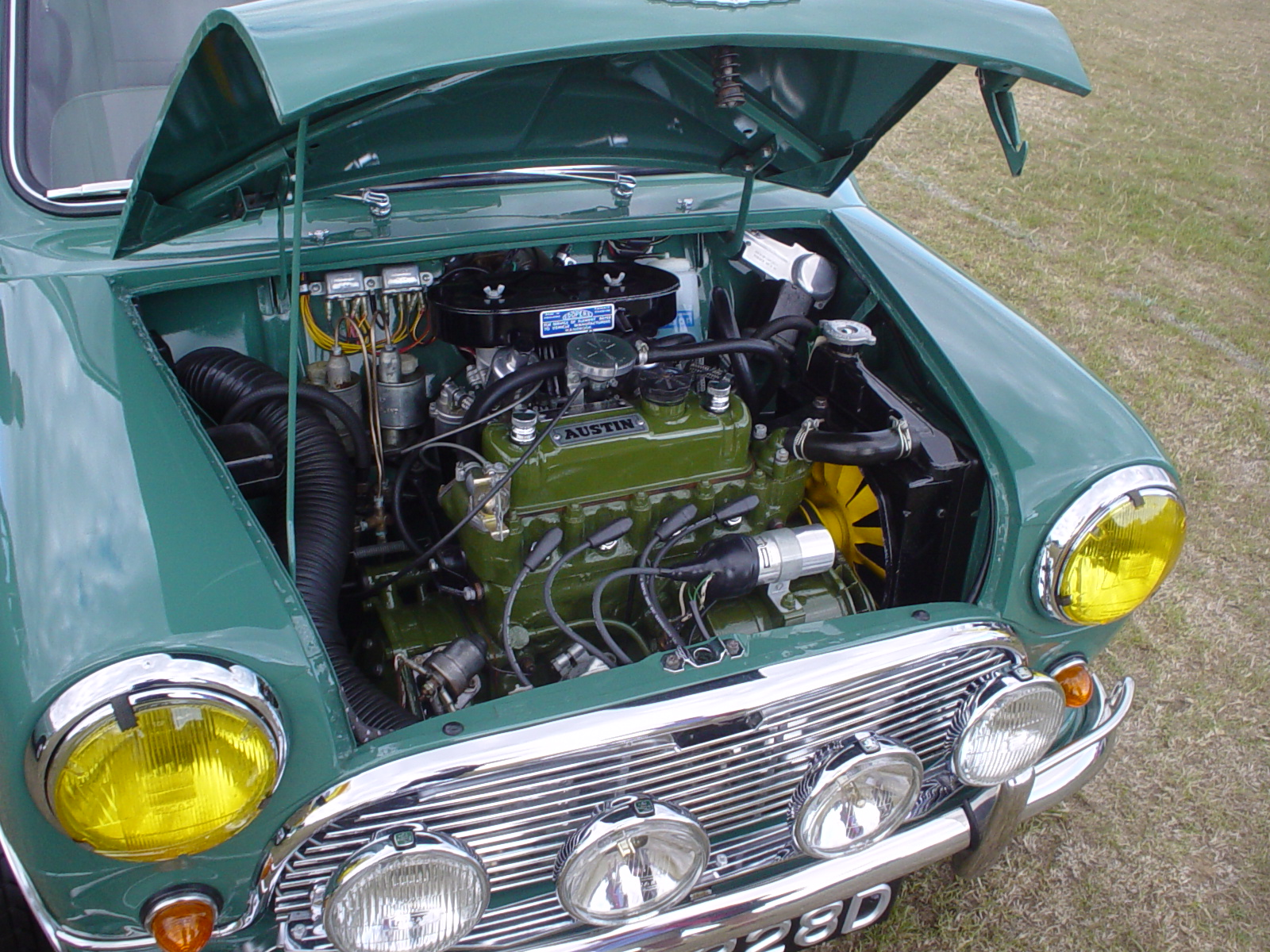
Motor de un Mini, uno de los primeros modelos de serie con motor transversal delantero y tracción delantera (1960)

En la producción en serie, con algunas excepciones, la configuración con motor delantero siempre se ha reservado para automóviles urbanos y en turismos.  Su expansión coincide con la de la aparición del automóvil. Ya en la década de 1930, Citroën había introducido su novedoso sistema "Avant Tout", lanzando los primeros automóviles de serie con motor delantero y tracción delantera. Sin embargo, a comienzos de la década de 1960, siguiendo el ejemplo del popular Volkswagen Escarabajo, se comenzó a fabricar un considerable número de vehículos con motor y tracción traseros. Favorecidos por su mayor sencillez mecánica y precios más asequibles, la irrupción de la tracción trasera llevó a que se cuestionara la solución de motor delantero y tracción trasera (mayoritaria hasta entonces), especialmente para su uso en los vehículos pequeños.
Pero el enorme éxito de los coches compactos con motor delantero transversal y tracción delantera lanzados por entonces (como el Mini diseñado por Alec Issigonis), hizo que las soluciones con motor trasero prácticamente hubieran desaparecido del mercado tres décadas después.

## Motor delantero en los coches de carreras

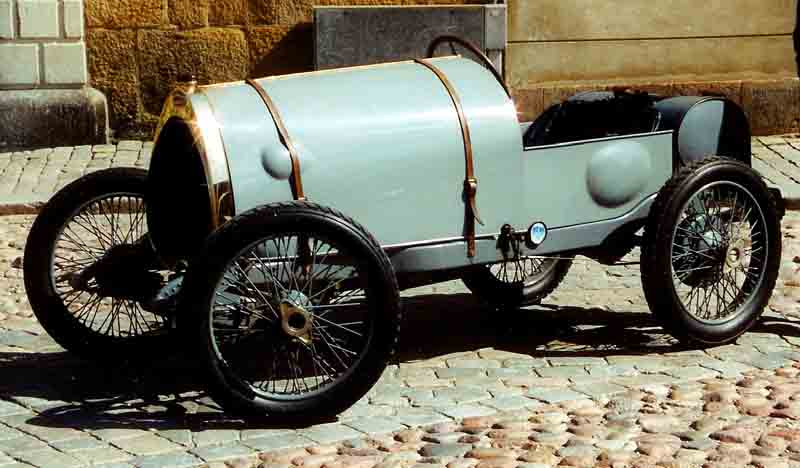
Bugatti Type 13 de 1922, con el eje delantero situado por delante del motor

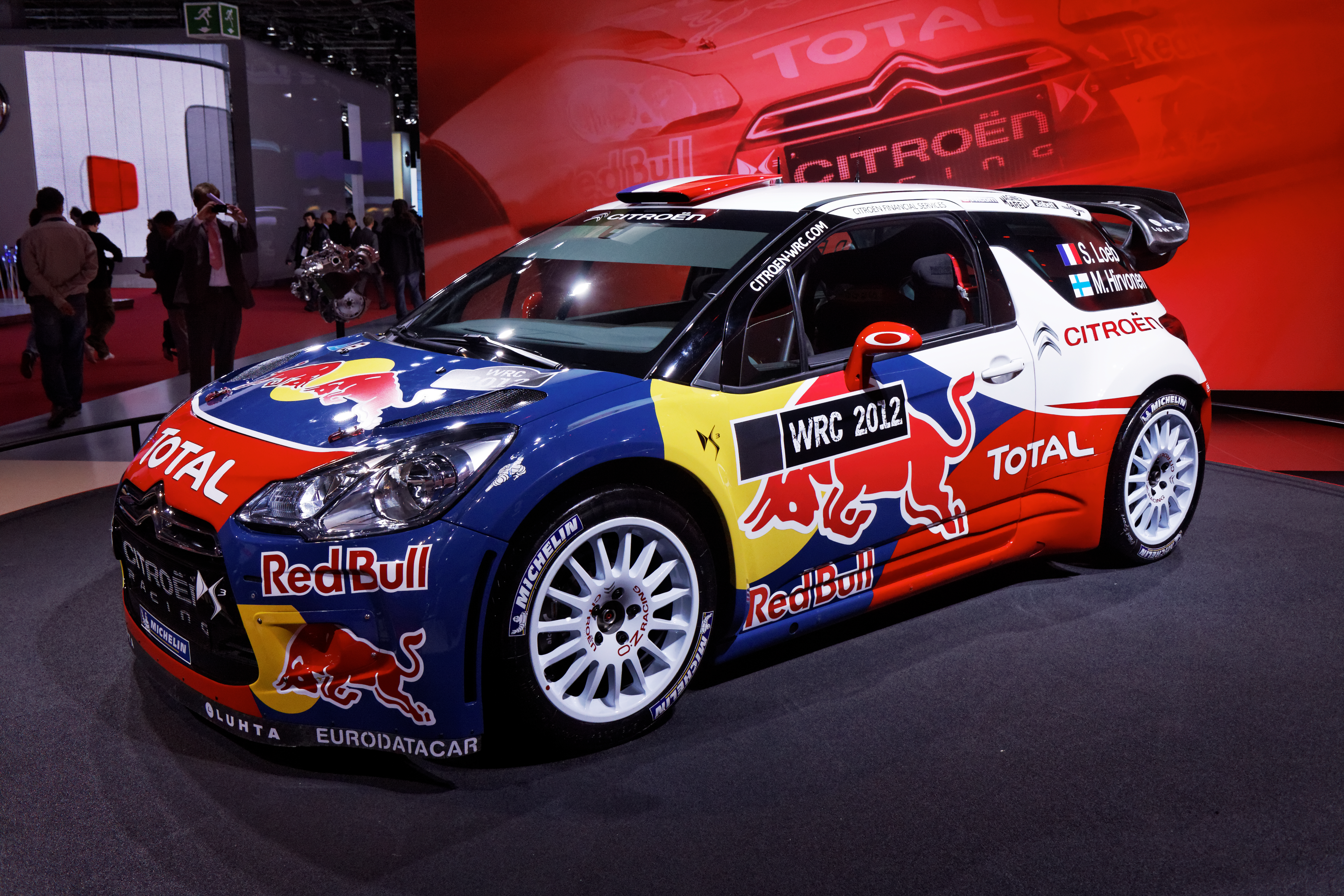
Citroën DS3 WRC (2012)

En contraposición al éxito obtenido en los coches de serie, la Fórmula 1 vio el final del diseño con motor delantero y tracción trasera en 1960, cuando se registró el último triunfo del Ferrari 246 con el piloto Phil Hill al volante en el circuito de Monza.
Algunos coches de carreras con "ruedas cubiertas", en particular los vehículos derivados de modelos de producción en serie, utilizan motores delanteros, especialmente en el caso de vehículos estadounidenses.
Entre los automóviles más famosos de este tipo se encuentran el Chevrolet Corvette Z06 y el Dodge Viper. También han competido en las 24 Horas de Le Mans, como el Panoz LMP-1 y el LMP07.
En los rallies actuales, casi todos los coches tienen motor delantero, debido a que al derivarse de modelos de carretera producidos a gran escala, ocupan la mayoría de las características técnicas exigidas por la normativa de la FIA.